# Kowale Pańskie
Kowale Pańskie is een plaats in het Poolse district  Turecki, woiwodschap Groot-Polen. De plaats maakt deel uit van de gemeente Kawęczyn en telt 190 inwoners.